# Полозерье
Полозе́рье (Полозёрье, Полуозерье; бел. Палазе́р'е, Паўазе́р'е) — озеро в Ушачском районе Витебской области Беларуси на границе с Бешенковичским районом. Относится к бассейну реки Дива, в свою очередь относящейся к бассейну Туровлянки. Принадлежит к группе Ушачских озёр.

## География
Озеро Полозерье находится в 28 км к востоку от городского посёлка Ушачи на границе с Бешенковичским районом. Рядом с озером располагаются деревни Полуозерье и Сокорово Бешенковичского района, и деревня Пола Ушачского района.
В Полозерье впадают ручьи из озёр Любжинское, Колесино, Сокорово и Оршино, а также канал из озера Мугирино. Вытекает ручей в озеро Кривое.
Площадь поверхности водоёма составляет 8 км². Длина озера 4,84 км, наибольшая ширина 1,9 км. Длина береговой линии 17,9 км. Наибольшая глубина озера 17 м, средняя — 4,8 м. Объём воды в озере составляет 38,78 млн м³. Площадь водосбора 30,9 км². Прозрачность воды достигает 2,6 м.

## Морфология
Котловина сложного типа, лопастной формы, вытянутая с северо-запада на юго-восток. Склоны котловины суглинистые, преимущественно пологие, высотой от 2 до 8 м, частично распаханные. Северный и северо-западный склоны высотой 20—25 м лесистые. Береговая линия в северной части образует несколько заливов и мысов, а на остальном протяжении сравнительно ровная.
Берега в основном низкие, песчаные, поросшие кустарником, на севере местами сливающиеся со склонами котловины. Высота берегов преимущественно 0,2—0,3 м, на севере до 0,5 м. К западу и востоку расположена пойма шириной до 100—150 м, местами переходящая в болото. Вдоль западного берега озеро окаймлено надпойменной террасой, с севера — озовой грядой.
Водоём состоит из двух плёсов: глубоководного северного и мелководного (глубиной до 9 м) южного. Глубины до 2 м занимают около 26 % площади водоёма. 30 % ложа характеризуется глубиной свыше 9 м. Присутствуют два небольших острова общей площадью около 0,8 га.
Мелководье озера до глубины 1 м песчаное, на глубинах от 1 до 2 м (на севере до 3 м) выстлано опесчаненными отложениями. Дно преимущественно ровное (в северном плёсе воронкообразной формы), выстеленное сапропелем. Сапропель кремнезёмистый, очень высокозольный; мощность его слоёв варьируется от 3 м в северном плёсе до 10 м в южном. Наиболее глубокие участки дна глинисто-илистые.

## Гидрология
Благодаря значительной площади зеркала, открытости котловины и небольшой высоте склонов вода в озере хорошо перемешивается ветром. Высота возникающих волн может достигать 0,7 м. В результате водная толща характеризуется однородностью гидрохимических показателей. Однако в безветренную погоду в северном плёсе наблюдается кислородная и температурная стратификация воды.
Минерализация воды составляет 140—150 мг/л, прозрачность — 2,6 м. В отдельные годы минерализация может увеличиваться до 200 мг/л, а прозрачность до 3 м. Окисляемость воды невысока. Режим насыщения эвтрофный с признаками мезотрофности.
Озеро слабопроточное. Приходная часть водного баланса обеспечивается атмосферными осадками и притоком из озёр через ручьи, расходная — преимущественно испарением с зеркала и, в меньшей степени, стоком в озеро Кривое.

## Флора и фауна
Несмотря на эвтрофность, озеро зарастает умеренно. Вдоль берегов растут камыш и тростник. Полоса надводной растительности прерывистая, её ширина варьируется от 2—5 м на севере и до 50—70 м на юге. В заливах встречаются кувшинка и кубышка. Подводная растительность (рдесты, роголистник, харовые водоросли) простирается до глубины 3—4 м.
Фитопланктон представлен 99 видами, его биомасса составляет 45,2 г/м³. По количеству видов преобладают зелёные водоросли, по объёму биомассы — сине-зелёные. В составе зоопланктона насчитывается 26 видов, его биомасса 2,25 г/м³. Зообентос включает в себя 29 видов, биомасса — 2 г/м².
В озере водятся лещ, судак, щука, язь, сом, линь, налим, окунь, карась, плотва, краснопёрка, густера и другие виды рыб. В советские годы проводилось зарыбление угрём и сазаном, а в начале XXI века — сазаном и щукой.

## Хозяйственное использование и экологическая обстановка
На озере производится промысловый лов рыбы и организовано платное любительское рыболовство. Однако во второй половине XX века отмечалось уменьшение улова, спровоцированное как нерациональным промыслом, так и браконьерством.
Негативное влияние на гидрологический режим и гидрохимические показатели воды оказывают распашка склонов, вырубка леса на прилегающей территории, сброс сточных вод и понижение уровня воды в озере вследствие мелиорационных работ.